# Dovitljivi mali čudaci
Dovitljivi mali čudaci peti je album zagrebačkog benda Haustor, objavljen 2017. godine. Originalno sniman 1990. godine, album nije dovršen zbog raspada grupe. Pet završenih pjesama objavljeno je na CD-u 2017. godine.

## Popis pjesama
| 1.    | »Hiawatha«   | 4:18 |
| 2.    | »Disanje«    | 3:10 |
| 3.    | »Ista slika« | 3:25 |
| 4.    | »More more«  | 5:37 |
| 5.    | »Señor«      | 4:59 |
| 21:29 |              |      |